# Lac-Matapédia
Pour les articles homonymes, voir Lac Matapédia, Seigneurie du Lac-Matapédia et Matapédia.
Lac-Matapédia est un territoire non organisé situé dans la municipalité régionale de comté de La Matapédia, dans la région administrative du Bas-Saint-Laurent, au Québec.

## Géographie
Le territoire couvre une superficie de 71,85 km2.
La rivière Sableuse traverse le nord de la municipalité vers le sud-ouest puis en délimite le nord-ouest jusqu'à son embouchure dans le lac Matapédia. 

## Histoire
Son nom a été officialisé le 13 mars 1986.

## Démographie
| 2001 | 2006 | 2011 | 2016 | 2021 |
| ---- | ---- | ---- | ---- | ---- |
| 0    | 10   | 5    | 5    | 5    |

## Attraits
Une petite aire protégée, la forêt refuge du Lac-Matapédia (304 ha) a été créée en 2008 dans le but de protéger trois populations de calypso bulbeux (Calypso bulbosa), une plante susceptible d'être désignée menacée ou vulnérable au Québec.